# Léonard Lazare de Rettel
 (août 2018).
Si vous disposez d'ouvrages ou d'articles de référence ou si vous connaissez des sites web de qualité traitant du thème abordé ici, merci de compléter l'article en donnant les références utiles à sa vérifiabilité et en les liant à la section « Notes et références ».
Pour les articles homonymes, voir Rettel.

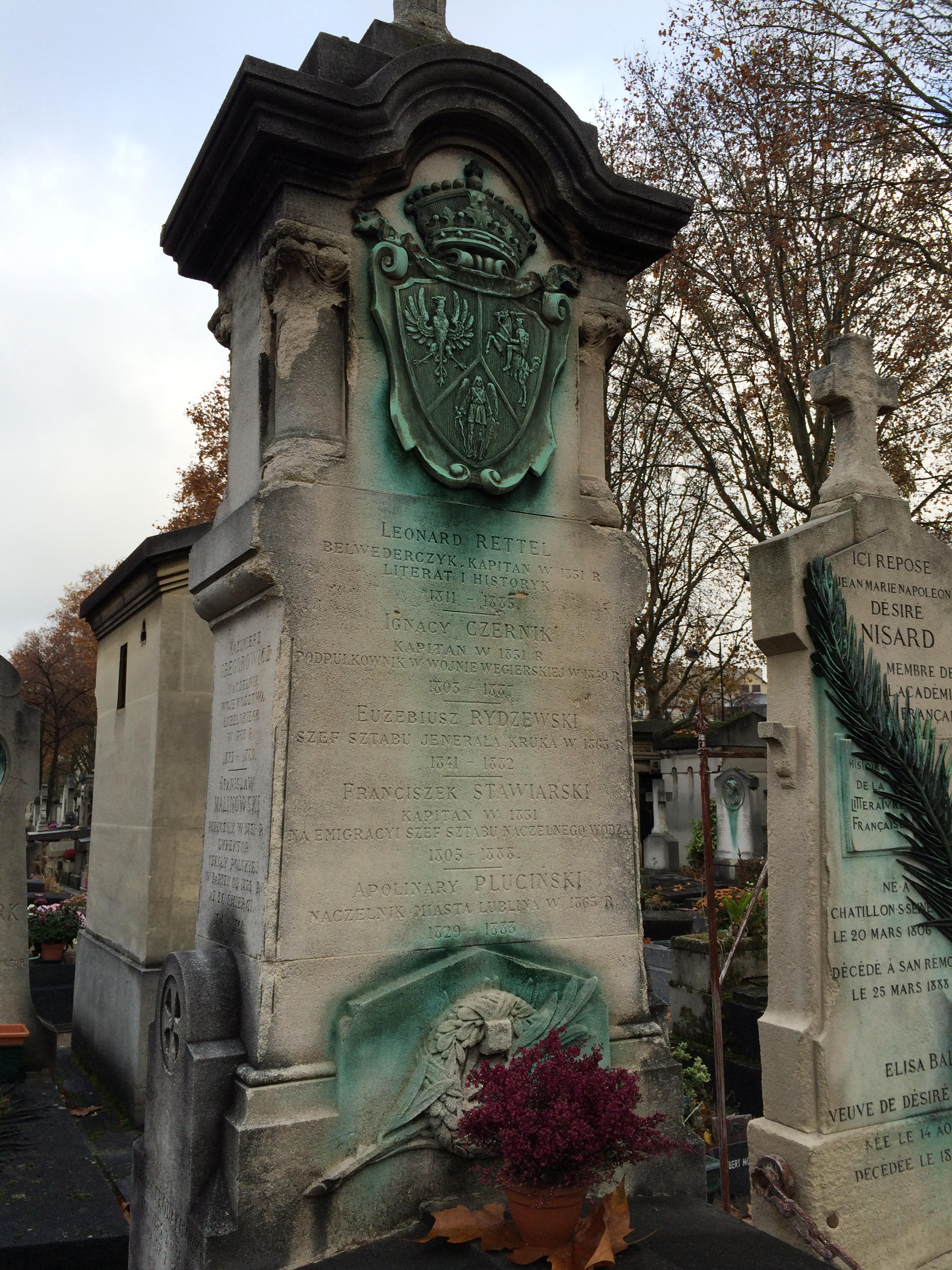
Tombe de Léonard Rettel au cimetière du Montparnasse (div. 17) à Paris.

Léonard Lazare de Rettel (en polonais : Leonard Łazarz Rettel, en russe : Леонард Реттель), né le 6 novembre 1811 à Pidhaïtsi, et mort le 21 mars 1885 à Paris, est un écrivain polonais.

## Biographie
C'est un insurgé polonais des insurrections de novembre et janvier.